# 中村邦生
中村 邦生（なかむら くにお、1946年4月21日 - ）は、日本の小説家、英米文学者、大東文化大学名誉教授。

## 来歴
東京都杉並区荻窪生まれ。立教大学文学部英米文学科卒業後、都市出版社（旧）で主に海外文学の編集に携わる。同社勤務をへて、立教大学大学院を修了し、教職に就く。2017年大東文化大学教授を定年、名誉教授となる。1993年に「冗談関係のメモリアル」で第77回文學界新人賞を受賞。1994年「ドッグ・ウォーカー」で、1995年「森への招待」で2度芥川賞候補となる。
主な小説としては、『月の川を渡る』（作品社）、『風の消息、それぞれの』（作品社）、『チェーホフの夜』（水声社）、『転落譚』（水声社）、『幽明譚』（水声社）、『ブラックノート抄』（水声社）、『変声譚』（水声社）ほか。 また、短編小説のアンソロジーの編著に、『生の深みを覗く』、『この愛のゆくえ』（共に岩波文庫）などがある。
20世紀文学研究会編集委員として『文学空間』（風濤社）全10巻を編集。『同時代』、『黒の会手帖』を発行する第4次「黒の会」に所属している。

## 著書

### 単著
- 『月の川を渡る』（作品社, 2004）ISBN 9784878936432
- 『〈虚言〉の領域 反人生処方としての文学』（ミネルヴァ書房, 2004）ISBN 9784623040452
- 『風の消息、それぞれの』（作品社, 2006）ISBN 9784861821028
- 『いま、きみを励ますことば ― 感情のレッスン』（岩波ジュニア新書, 2007）ISBN 9784005005772
- 『チェーホフの夜』（水声社, 2009）ISBN 9784891767495
- 『転落譚』（水声社, 2011）ISBN 9784891768454
- 『書き出しは誘惑する ― 小説の楽しみ』（岩波ジュニア新書, 2014）ISBN 9784005007639
- 『はじめての文学講義　読む・書く・味わう』（岩波ジュニア新書, 2015）ISBN 9784005008100
- 『風の湧くところ』（風濤社, 2015）ISBN 9784892194023
- 『幽明譚』（水声社, 2022）ISBN 9784801006416
- 『ブラック・ノート抄』（水声社, 2022）ISBN 9784801006423
- 『変声譚』（水声社, 2024）ISBN 9784801008168

### 編著
- 『〈つまずき〉の事典 人生の危機から生れた名言・名句』（大修館書店, 1993）ISBN 9784469012354
- 『生の深みを覗く』（岩波文庫, 2010）ISBN 9784003500231
- 『この愛のゆくえ』（岩波文庫, 2011）ISBN 9784003500248
- 『推薦文、作家による作家の  ―  全集内容見本は名文の宝庫』（風濤社, 2018）ISBN 9784892194528

### 共著
- 『未完の小島信夫』千石英世 共著（水声社, 2009）ISBN 9784891767365
- 『小説への誘い ― 日本と世界の名作120』小池昌代・芳川泰久 共著（大修館書店, 2015）ISBN 9784469222418
- 『『罪と罰』をどう読むか』川崎浹・小野民樹 共著（水声社, 2016）ISBN 9784801002043

### 共編著
- 『〈さようなら〉の事典』窪田般弥 共編著（大修館書店, 1989）ISBN 9784469012279
- 『たのしく読めるイギリス文学 作品ガイド15』木下卓・大神田丈二 共編著（ミネルヴァ書房, 1994）ISBN 9784623023608
- 『英米文学に見る家族像 関係の幻想』久守和子・高田賢一 共編著（ミネルヴァ書房, 1997）ISBN 9784623027224
- 『たのしく読める英米青春小説 作品ガイド120』高田賢一 共編著（ミネルヴァ書房, 2002）ISBN 9784623031221
- 『名作はこのように始まるⅡ』千石英世 共編著（ミネルヴァ書房, 2008）ISBN 9784623049998
- 『ラヴレターを読む 愛の領分』吉田加南子 共編著（大修館書店, 2008）ISBN 9784469213232
- 『小島信夫批評集成』全8巻 千石英世・山崎勉 共編著（水声社, 2010-2011）
- 『小島信夫短篇集成』全8巻 千石英世 共編著（水声社, 2014-2015）
- 『小島信夫長篇集成』全10巻 千石英世 共編著（水声社, 2015-2016）

### 翻訳
- C・S・ルイス『喜びのおとずれ　C・S・ルイス自叙伝』 早乙女忠 共訳（冨山房百科文庫, 1977、新版1994／ちくま文庫, 2005）ISBN 9784480421685
- ロレンス・ダレル『逃げるが勝ち』 山崎勉 共訳（文学のおくりもの：晶文社, 1980） ISBN 9784794915481
- ドナルド・バーセルミ『罪深き愉しみ』山崎勉 共訳（彩流社, 1981）ISBN 9784882023425
- キャサリン・コーワン『ぼくのうちに波がきた』（岩波書店, 2003）ISBN 9784001108644

### その他
- 「〈ためらい〉の身体――『ハムレット』の場合」（江河徹編『〈身体〉のイメージ イギリス文学からの試み』ミネルヴァ書房, 1991）
- 「ヒューマニズムまたは背理の軋み──〈人間〉の再審へ」（竹田宏編『21世紀の民族と国家 第9巻 ヒューマニズムの変遷と展望』未來社, 1997）
- 「月の川を渡る」（日本文藝家協会編『文学1998』講談社, 1998）
- 「〈不似合い〉をめぐるエスキス――道化服のために」（久守和子・窪田憲子編『〈衣装〉で読むイギリス小説』ミネルヴァ書房, 2004）
- 「幻の詩集，そして『さかえだ書店』の本のことなど」（さかえだ書店編『荻窪さかえだ書店の本を愉しむ人々』本の森, 2004）
- 「『熱帯安楽椅子』――〈唾棄〉の関係論」（原善編『山田詠美 (現代女性作家読本)』鼎書房, 2007）
- 「『仮寝』――気分の微分法」（与那覇恵子編『中沢けい (現代女性作家読本)』鼎書房, 2007）
- 「日野啓三『七千万年の夜警』」（千石英世・千葉一幹編『名作は隠れている』ミネルヴァ書房, 2009）
- 「トウモロコシとナイアガラと―〈風景〉を持ち運ぶ―」（野田研一編『〈風景〉のアメリカ文化学』ミネルヴァ書房, 2011）
- 「小島信夫という運動体――『あ、あんたの取り柄は、ど、……』」（『小島信夫批評集成 〈１〉現代文学の進退』水声社, 2011）
- 「鼎談『小島信夫のマルジナリア』千石英世 × 平井杏子 × 中村邦生」（昭和女子大学図書館編『小島信夫の読んだ本（小島信夫文庫蔵書目録）』水声社, 2012）
- 「亡霊の仕事」（昭和女子大学図書館編『小島信夫の書き込み本を読む（小島信夫文庫蔵書目録）』水声社, 2013）
- 「〈日本幻想〉の手前で息継ぎをする―未完の思考として」（野田研一編『〈日本幻想〉表象と反表象の比較文化論』ミネルヴァ書房, 2015）
- 「〈うろおぼえ〉という作法」（『小島信夫短篇集成 〈6〉ハッピネス/女たち』水声社, 2015）
- 「記憶の片影をつなぎとめる」（『小島信夫長篇集成 〈9〉静温な日々/うるわしき日々』水声社, 2016）
- 「座談会『鳥の表象を追いかける』 野田研一 × 中村邦生」（野田研一・奥野克巳編『鳥と人間をめぐる思考』勉誠出版, 2016）
- 「対談『この風景を感知する』小池昌代 × 中村邦生」（野田研一・山本洋平・森田系太郎編『環境人文学Ⅰ 文化のなかの自然』勉誠出版, 2017）
- 「読むこと、そして記憶の片影」「サナダムシと共生すること」（20世紀文学研究会編『読書空間、または記憶の舞台』風濤社, 2017）
- 「森を抜けるー空洞小譚」（野田研一編『〈交感〉自然・環境に呼応する心』ミネルヴァ書房, 2017）
- 「森への招待」（鵜飼哲夫編『芥川賞候補傑作選 平成編2 1995-2002』春陽堂書店, 2021）
- 「回想の遠近法、転形劇場と太田省吾と」（後藤隆基編『小劇場演劇とは何か』ひつじ書房, 2022）
- 「音読に抗して―吃音をめぐる私的エスキス」（野田研一編『耳のために書く—反散文論の試み』水声社, 2024）